# Nozimakhon Kayumova
Nozimakhon Kayumova (17 agosto 1992) è un'atleta paralimpica uzbeka ipovedente specializzata nel lancio del giavellotto.

## Biografia
Ha iniziato a praticare l'atletica leggera paralimpica nel 2007 e nel 2016 ha partecipato alla sua prima paralimpiade ai Giochi di Rio de Janeiro, dove ha conquistato la medaglia d'oro nel lancio del giavellotto F13 con il miglior lancio a 44,58 m, nuovo record del mondo paralimpico.
Nel 2017 è stata vicecampionessa mondiale del lancio del giavellotto F13 ai campionati paralimpici di Londra, mentre nel 2019, ai mondiali paralimpici di Dubai, si è classificata terza.
Nel 2021 ha preso parte ai Giochi paralimpici di Tokyo, dove ha conquistato la sua seconda medaglia d'oro nel lancio del giavellotto F13.

## Palmarès
| Anno | Manifestazione       | Sede           | Evento                     | Risultato | Prestazione | Note                                     |
| ---- | -------------------- | -------------- | -------------------------- | --------- | ----------- | ---------------------------------------- |
| 2016 | Giochi paralimpici   | Rio de Janeiro | Lancio del giavellotto F13 | Oro       | 44,58 m     | Record mondiale                          |
| 2017 | Mondiali paralimpici | Londra         | Lancio del Giavellotto F13 | Argento   | 41,25 m     | Record dei campionati                    |
| 2019 | Mondiali paralimpici | Dubai          | Lancio del giavellotto F13 | Bronzo    | 38,86 m     |                                          |
| 2021 | Giochi paralimpici   | Tokyo          | Lancio del giavellotto F13 | Oro       | 42,59 m     | Miglior prestazione personale stagionale |
| 2023 | Mondiali paralimpici | Parigi         | Lancio del giavellotto F13 | Argento   | 40,78 m     |                                          |